# Astroblepus riberae
Astroblepus riberae är en fiskart som beskrevs av Cardona och Guerao, 1994. Astroblepus riberae ingår i släktet Astroblepus och familjen Astroblepidae. Inga underarter finns listade.